# Distribueret elproduktion
Distribueret elproduktion er elproduktion som kan stå alene.
Distribueret elproduktion har vi allerede i kraft af, at mange vindmøller er elnet-tilkoblet. I fremtiden vil der sikkert være en endnu større del af el-nettets energi, som kommer fra decentrale kilder. Det betyder at man på en eller anden måde bliver nødt til at kunne styre kilderne og energiens retning, så man kan opretholde en stabil el-forsyning.